# BCL2L2
BCL2L2‏ (BCL2 like 2) هوَ بروتين يُشَفر بواسطة جين BCL2L2 في الإنسان.